# Saint-Barthélemy (Haute-Saône)
Saint-Barthélemy é uma comuna francesa na região administrativa de Borgonha-Franco-Condado, no departamento de Alto Sona. Estende-se por uma área de 13,46 km². Em 2010 a comuna tinha 1 132 habitantes (densidade: 84,1 hab./km²).